# 華沙甕城
華沙甕城（波蘭語：barbakan warszawski）是波蘭首都華沙的一座甕城建築，也是華沙歷史悠久且複雜的防禦工事中為數不多的遺跡之一，位於華沙舊城和新城之間，也是華沙主要的觀光景點之一。華沙甕城始建於1540年。二戰期間華沙甕城大部分被毀，戰後按照17世紀版畫資料重建。華沙甕城是波蘭第二大甕城，最大的是克拉科夫甕城。

## 外部連結
- Barbican of Warsaw at www.virtualtourist.com （页面存档备份，存于）
- The Warsaw Barbican
- （波兰語） History of Barbacan （页面存档备份，存于） and archival photos

52°15′2″N 21°0′36″E / 52.25056°N 21.01000°E